# Фризьке королівство
Фризьке королівство (лат. Magna Frisia) — королівство на території сучасних Нідерландів та північної Німеччині, що утворилося приблизно в 500-ті рр. н. е. Фризьке королівство було завойовано Франкською державою після битви на Борні (734 рік).

## Велике переселення народів
Під час великого переселення народів фризи облаштувалися на півночі і заході Нижніх земель. До цього періоду відноситься ймовірне правління короля Аудульфа. Фризи складалися з племен з вільними зв'язками, зосередженими на військових формуваннях, але без сильної центральної влади. У другій половині VII століття Фризьке королівство досягло свого максимального розширення.

## Історія воєн

Держава фризів в 716 році

Титул фризьких правителів невідомий. Франкські джерела називають їх герцогами. Інші джерела часто називають їх королями. В письмових джерелах повідомляється тільки про трьох правителів.

### Альдгісл
Під час правління короля Альдгісла у фризів зав'язався конфлікт з франкским майордомом Еброїном на старих римських укріплених мурах. Альдгісл міг тримати франків з їх армією на відстані. В 678 році він надав гостинність англосаксонському єпископу Вілфріду Йоркському, який також негативно ставився до франків.

### Радбод

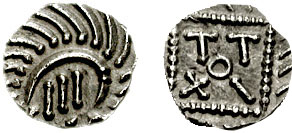
Фризький скеат, біля 710-735 р

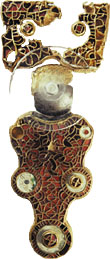
Фібула VII століття, знайдена в 1935 році поблизу села Війналдум

За правління Радбода хід війни розвертався на користь франків: в 690 році франки перемогли в битві при Дорестаді під проводом майордома Піпіна Герістальського. Хоча не всі наслідки цієї битви зрозумілі, Дорестад став знову франкським містом, так само як фортеці Утрехт та Фехтен. Передбачається, що вплив франків в цей час простягався з півдня Ауде-Рейну до узбережжя, але ці дані можуть бути неточними, тому що вплив фризів в центральних річкових областях не зник повністю. Як мінімум, фризи заснували архієпископство або дієцезію для Вілліброрду, а в 711 році був укладений шлюб між Грімоальдо Молодшим, старшим сином Піпіна Герістальського, і Теодезіндою, донькою Радбода.
Після того, як Піпін Герістальський помер в 714 році, Радбод скористався боротьбою за владу серед франків і повернув південну Фризію. Він уклав угоду з майордомом Нейстрії Рагенфредом, згідно якої в 716 році його армія змогла пройти по землі франків до Кельну, де фризи здобули перемогу над військом Австразії . Однак в тому ж році військо Радбода і Рагенфреда зазнало від Карла Мартела поразку в битві на Амблеві. Радбод планував напасти на Франкську державу вдруге й мобілізував чисельну армію, але перш, ніж він зміг це зробити, він захворів і помер восени 719 року.
Немає ясності в питанні, хто був наступником Радбода. Вважається, що визначення нового правителя викликало труднощі, тому що противник фризів франк Карл Мартелл зміг легко вторгнутися у Фризію і завоювати значну частину її території. Опір був настільки слабим, що Карл Мартел не тільки захопив ближню Фризію («ближча» частина Фризії на південь від Рейну), але також перетнув Рейн і захопив «далеку» частина Фризії до берега річки Влі.

### Поппо
В 733 році Карл Мартел послав армію проти фризів. Фризька армія була відкинута до Остерго. В наступному році сталася битва на Борні. Карл переправив армію через річку Аелмере разом з флотом, який дозволив йому підпливти до Борни. Фризи були переможені в наступному бої , а їх король Поппо був убитий. Переможці почали грабувати й палити язичницькі храми. Карл Мартел повернувся з великою кількістю трофеїв, зламавши владу фризских королів назавжди.

## Після завоювання франками
Після битви на річці Борн в 734 році франки захопили фризькі землі між річками Влі і Лауерс. В 785 році, після перемоги Карла Великого над Відукіндом Саксонським, франки завоювали землі на схід від річки Лауерс. При Каролінгах Фризією правил граф (grewan); це слово позначало швидше королівського намісника, ніж феодального володаря. Кодекс законів фризів Фризька правда (Lex Frisionum) був записаний на латині під час правління Карла Великого.